# Panhard VCR
Panhard VCR (skrót od fr. véhicule de combat à roues) – francuski transporter opancerzony produkowany od 1977 roku w wytwórni Societe de Constructions Mecaniques Panhard et Levassor z Paryża.

## Historia
Francuski transporter opancerzony jest produkowany przez wytwórni Societe de Constructions Mecaniques Panhard et Levassor, wyłącznie na eksport. 
Transporter był produkowany w dwóch wersjach:
- Panhard VCR (6 x 6) – posiada trzy osie
- Panhrad VCR (4 x 4) – pomniejszona wersja transportera, posiada dwie osie (produkowana od 1979 roku)

Transporter Panhard VCR może być wyposażony z jeden z kilku wzorów wież bojowych francuskiej firmy Creusto-Loire Industrie, różniących się uzbrojeniem.
Występuje w wersjach z wieżami typu:
- STB i CB – uzbrojonych w karabin maszynowy kal. 7,62 mm
- CB-20 – uzbrojoną w działko kal. 20 mm
- CB 60 HB – uzbrojoną w uniwersalny moździerz Thomson-Brandt kal. 60 mm
- wieżę uzbrojoną w wyrzutnie ppk Milan
- wieżę uzbrojoną w wyrzutnie ppk HOT (Panhard VCR/TH)

## Użycie
Transporter opancerzony Panhard VCR znajduje się na wyposażeniu armii: Meksyku, Argentyny i Zjednoczonych Emiratów Arabskich